# India a 2008. évi nyári olimpiai játékokon
India a kínai Pekingben megrendezett 2008. évi nyári olimpiai játékok egyik részt vevő nemzete volt. Az országot az olimpián 12 sportágban 53 sportoló képviselte, akik összesen 3 érmet szereztek.

## Érmesek
| Érem  | Versenyző         | Sportág       | Versenyszám              |
| ----- | ----------------- | ------------- | ------------------------ |
| Arany | Apinava Bindará   | Sportlövészet | Férfi légpuska           |
| Bronz | Szusíl Kumár      | Birkózás      | Férfi szabadfogás, 66 kg |
| Bronz | Vidzsender Szingh | Ökölvívás     | Középsúly                |

## Asztalitenisz
Férfi
| Versenyző           | Versenyszám | Selejtező         | 64-es főtábla                                                | 48-as főtábla                                       | 32-es főtábla     | Nyolcaddöntő      | Negyeddöntő       | Elődöntő          | Döntő             | Helyezés |
| Versenyző           | Versenyszám | Ellenfél Eredmény | Ellenfél Eredmény                                            | Ellenfél Eredmény                                   | Ellenfél Eredmény | Ellenfél Eredmény | Ellenfél Eredmény | Ellenfél Eredmény | Ellenfél Eredmény | Helyezés |
| ------------------- | ----------- | ----------------- | ------------------------------------------------------------ | --------------------------------------------------- | ----------------- | ----------------- | ----------------- | ----------------- | ----------------- | -------- |
| Csarat Kamal Asanta | Egyes       |                   | Alfredo Carneros (ESP) · 6-11, 12-10, 11-8, 9-11, 11-6, 11-7 | Weixing Chen (AUT) · 5-11, 12-14, 2-11, 11-8, 10-12 | kiesett           | kiesett           | kiesett           | kiesett           | kiesett           | 33.      |

Női
| Versenyző    | Versenyszám | Selejtező                                            | 64-es főtábla     | 48-as főtábla     | 32-es főtábla     | Nyolcaddöntő      | Negyeddöntő       | Elődöntő          | Döntő             | Helyezés |
| Versenyző    | Versenyszám | Ellenfél Eredmény                                    | Ellenfél Eredmény | Ellenfél Eredmény | Ellenfél Eredmény | Ellenfél Eredmény | Ellenfél Eredmény | Ellenfél Eredmény | Ellenfél Eredmény | Helyezés |
| ------------ | ----------- | ---------------------------------------------------- | ----------------- | ----------------- | ----------------- | ----------------- | ----------------- | ----------------- | ----------------- | -------- |
| Néha Agravál | Egyes       | Jian-Fang Lay (AUS) · 12-10, 8-11, 11-13, 8-11, 4-11 | kiesett           | kiesett           | kiesett           | kiesett           | kiesett           | kiesett           | kiesett           | 64.      |

## Atlétika
Férfi
| Versenyző        | Versenyszám | Eredmény | Helyezés |
| ---------------- | ----------- | -------- | -------- |
| Szurendra Szingh | 10 000 m    | 28:13,97 | 26.      |

| Versenyző           | Versenyszám   | Selejtező | Selejtező | Döntő    | Döntő    |
| Versenyző           | Versenyszám   | Eredmény  | Helyezés  | Eredmény | Helyezés |
| ------------------- | ------------- | --------- | --------- | -------- | -------- |
| Randzsitt Mahésvari | Hármasugrás   | 15,77 m   | 35.       | kiesett  | kiesett  |
| Vikász Gauda        | Diszkoszvetés | 60,69 m   | 22.       | kiesett  | kiesett  |

Női
| Versenyző                                             | Versenyszám     | Előfutam | Előfutam | Előfutam | Elődöntő | Elődöntő | Elődöntő | Döntő    | Döntő    |
| Versenyző                                             | Versenyszám     | Idő      | Hely.    | Össz.    | Idő      | Hely.    | Össz.    | Idő      | Helyezés |
| ----------------------------------------------------- | --------------- | -------- | -------- | -------- | -------- | -------- | -------- | -------- | -------- |
| Mandíp Kaur                                           | 400 m           | 52,88    | 6.       | 33.*     | kiesett  | kiesett  | kiesett  | kiesett  | kiesett  |
| Prídzsa Srídharan                                     | 10 000 m        |          |          |          |          |          |          | 32:34,64 | 25.      |
| Száti Gíta Mandzsit Kaur Csitra K. Szomán Mandíp Kaur | 4 × 400 m váltó | 3:28,83  | 7.       | 12.      |          |          |          | kiesett  | kiesett  |

| Versenyző            | Versenyszám   | Selejtező             | Selejtező             | Döntő    | Döntő    |
| Versenyző            | Versenyszám   | Eredmény              | Helyezés              | Eredmény | Helyezés |
| -------------------- | ------------- | --------------------- | --------------------- | -------- | -------- |
| Andzsu Bóbi Dzsórdzs | Távolugrás    | érvényes ugrás nélkül | érvényes ugrás nélkül | kiesett  | kiesett  |
| Harvant Kaur         | Diszkoszvetés | 56,42 m               | 30.                   | kiesett  | kiesett  |
| Krisna Púnija        | Diszkoszvetés | 58,23 m               | 24.                   | kiesett  | kiesett  |

| Versenyző                   | Versenyszám | 100 m gát | 100 m gát | Magasugrás | Magasugrás | Súlylökés | Súlylökés | 200 m | 200 m | Távolugrás | Távolugrás | Gerelyhajítás | Gerelyhajítás | 800 m   | 800 m | Végeredmény | Végeredmény |
| Versenyző                   | Versenyszám | Idő       | Pont      | Eredmény   | Pont       | Eredmény  | Pont      | Idő   | Pont  | Eredmény   | Pont       | Eredmény      | Pont          | Idő     | Pont  | Pont        | Helyezés    |
| --------------------------- | ----------- | --------- | --------- | ---------- | ---------- | --------- | --------- | ----- | ----- | ---------- | ---------- | ------------- | ------------- | ------- | ----- | ----------- | ----------- |
| Praméla Gudanda Granapáti   | Hétpróba    | 13,97     | 983       | 174 cm     | 903        | 11,66 m   | 639       | 24,92 | 894   | 611 cm     | 883        | 41,27 m       | 692           | 2:23,46 | 777   | 5771        | 27.         |
| Dzsávúr Dzsagadísappa Sóbha | Hétpróba    | 13,62     | 1033      | 165 cm     | 795        | 13,07 m   | 732       | 24,62 | 922   | 586 cm     | 807        | 43,50 m       | 735           | 2:27,50 | 725   | 5749        | 29.         |
| Szusmita Szingha Roj        | Hétpróba    | 14,11     | 963       | 171 cm     | 867        | 11,27 m   | 613       | 24,34 | 948   | 598 cm     | 843        | 39,79 m       | 663           | 2:21,14 | 808   | 5705        | 32.         |

* - egy másik versenyzővel azonos időt ért el

## Birkózás

### Férfi
Szabadfogású
| Versenyző     | Versenyszám | Selejtező                    | Nyolcaddöntő                                | Negyeddöntő                          | Elődöntő          | Vigaszág első kör                 | Vigaszág elődöntő                    | Bronz- mérkőzés                           | Döntő             | Helyezés |
| Versenyző     | Versenyszám | Ellenfél Eredmény            | Ellenfél Eredmény                           | Ellenfél Eredmény                    | Ellenfél Eredmény | Ellenfél Eredmény                 | Ellenfél Eredmény                    | Ellenfél Eredmény                         | Ellenfél Eredmény | Helyezés |
| ------------- | ----------- | ---------------------------- | ------------------------------------------- | ------------------------------------ | ----------------- | --------------------------------- | ------------------------------------ | ----------------------------------------- | ----------------- | -------- |
| Jogesvar Datt | 60 kg       |                              | Bauirzsan Orazgalijev (KAZ) · 0-2, 3-0, 5-0 | Jumoto Kenicsi (JPN) · 1-0, 1-4, 1-2 | kiesett           |                                   |                                      |                                           |                   | 9.       |
| Szusíl Kumár  | 66 kg       |                              | Andrij Sztadnyik (UKR) · 1-2, 0-6           |                                      |                   | Doug Schwab (USA) · 4-1, 0-1, 3-2 | Albert Batirav (BLR) · 1-0, 0-4, 7-0 | Leonyid Szpiridonov (KAZ) · 2-1, 0-1, 1-0 |                   |          |
| Rádzsív Tomer | 120 kg      | Steve Mocco (USA) · 0-1, 0-3 | kiesett                                     | kiesett                              | kiesett           |                                   |                                      |                                           |                   | 17.      |

## Cselgáncs
Női
| Versenyző             | Versenyszám  | Selejtező                     | Nyolcaddöntő                        | Negyeddöntő       | Elődöntő          | Vigaszág első kör                  | Vigaszág negyeddöntő | Vigaszág elődöntő | Bronz- mérkőzés   | Döntő             | Helyezés |
| Versenyző             | Versenyszám  | Ellenfél Eredmény             | Ellenfél Eredmény                   | Ellenfél Eredmény | Ellenfél Eredmény | Ellenfél Eredmény                  | Ellenfél Eredmény    | Ellenfél Eredmény | Ellenfél Eredmény | Ellenfél Eredmény | Helyezés |
| --------------------- | ------------ | ----------------------------- | ----------------------------------- | ----------------- | ----------------- | ---------------------------------- | -------------------- | ----------------- | ----------------- | ----------------- | -------- |
| Khumudzsám Tombi Dévi | Légsúly      | Ana Hormigo (POR) · 0000-1011 | kiesett                             | kiesett           | kiesett           |                                    |                      |                   |                   |                   | 19.      |
| Divja Tévár           | Félnehézsúly |                               | Yalennis Castillo (CUB) · 0000-1000 |                   |                   | Szagat Abikejeva (KAZ) · 0000-1010 | kiesett              | kiesett           | kiesett           |                   | 13.      |

## Evezés
Férfi
| Versenyző                               | Versenyszám              | Előfutam | Előfutam | Vigaszág/ Egypárevezősnél középdöntő | Vigaszág/ Egypárevezősnél középdöntő | Elődöntő | Elődöntő | Elődöntő | Döntő | Döntő   | Döntő | Helyezés |
| Versenyző                               | Versenyszám              | Idő      | Hely.    | Idő                                  | Hely.                                | Típus    | Idő      | Hely.    | Típus | Idő     | Hely. | Helyezés |
| --------------------------------------- | ------------------------ | -------- | -------- | ------------------------------------ | ------------------------------------ | -------- | -------- | -------- | ----- | ------- | ----- | -------- |
| Badzsarang Lál Tákhar                   | Egypárevezős             | 7:39,91  | 3.       | 7:19,01                              | 5.                                   | C/D      | 7:23,00  | 4.       | D     | 7:09,73 | 3.    | 21.      |
| Devender Kumár Khandvár Mandzsít Szingh | Könnyűsúlyú kétpárevezős | 6:37,13  | 5.       | 7:02,06                              | 5.                                   | C/D      | 6:40,34  | 3.       | C     | 6:44,48 | 6.    | 18.      |

## Íjászat
Férfi
| Versenyző              | Versenyszám | Selejtező | Selejtező | 64-es főtábla                           | 32-es főtábla                       | Nyolcaddöntő      | Negyeddöntő       | Elődöntő          | Döntő             | Helyezés |
| Versenyző              | Versenyszám | Pont      | Kiemelt   | Ellenfél Eredmény                       | Ellenfél Eredmény                   | Ellenfél Eredmény | Ellenfél Eredmény | Ellenfél Eredmény | Ellenfél Eredmény | Helyezés |
| ---------------------- | ----------- | --------- | --------- | --------------------------------------- | ----------------------------------- | ----------------- | ----------------- | ----------------- | ----------------- | -------- |
| Mangál Szingh Csampija | Egyéni      | 678       | 2.        | Hoddzatolláh Váezi (IRI) (63.) · 112-98 | Bair Bagyonov (RUS) (31.) · 108-109 | kiesett           | kiesett           | kiesett           | kiesett           | 25.*     |

Női
| Versenyző                                                | Versenyszám | Selejtező | Selejtező | 64-es főtábla                                       | 32-es főtábla                   | Nyolcaddöntő      | Negyeddöntő                                                         | Elődöntő          | Döntő             | Helyezés |
| Versenyző                                                | Versenyszám | Pont      | Kiemelt   | Ellenfél Eredmény                                   | Ellenfél Eredmény               | Ellenfél Eredmény | Ellenfél Eredmény                                                   | Ellenfél Eredmény | Ellenfél Eredmény | Helyezés |
| -------------------------------------------------------- | ----------- | --------- | --------- | --------------------------------------------------- | ------------------------------- | ----------------- | ------------------------------------------------------------------- | ----------------- | ----------------- | -------- |
| Dola Bonerdzsi                                           | Egyéni      | 633       | 31.       | Marie-Pier Beaudet (CAN) (34.) · 109 (+8)-109 (+10) | kiesett                         | kiesett           | kiesett                                                             | kiesett           | kiesett           | 33.      |
| Laisrám Bombéjala Dévi                                   | Egyéni      | 637       | 22.       | Iwona Dzięcioł-Marcinkiewicz (POL) (43.) · 101-103  | kiesett                         | kiesett           | kiesett                                                             | kiesett           | kiesett           | 48.**    |
| Praníta Vardhineni                                       | Egyéni      | 627       | 37.       | Jane Waller (AUS) (28.) · 106-100                   | Kvon Unszil (PRK) (5.) · 99-106 | kiesett           | kiesett                                                             | kiesett           | kiesett           | 30.      |
| Dola Bonerdzsi Laisrám Bombéjala Dévi Praníta Vardhineni | Csapat      | 1897      | 6.        |                                                     |                                 |                   | Kína (CHN) · Csen Ling · Kuo Tan · Csang Csüan-csüan (3.) · 206-211 | kiesett           | kiesett           | 7.       |

* - egy másik versenyzővel azonos eredményt ért el

** - öt másik versenyzővel azonos eredményt ért el

## Ökölvívás
| Versenyző           | Versenyszám  | Selejtező                                | Nyolcaddöntő                       | Negyeddöntő                    | Elődöntő                  | Döntő             | Helyezés |
| Versenyző           | Versenyszám  | Ellenfél Eredmény                        | Ellenfél Eredmény                  | Ellenfél Eredmény              | Ellenfél Eredmény         | Ellenfél Eredmény | Helyezés |
| ------------------- | ------------ | ---------------------------------------- | ---------------------------------- | ------------------------------ | ------------------------- | ----------------- | -------- |
| Dzsitender Kumár    | Légsúly      | Furkan Ulaş Memiş (TUR) · RET            | To'lashboy Doniyorov (UZB) · 13-6  | Georgij Balaksin (RUS) · 11-15 | kiesett                   | kiesett           | 5.       |
| Akhil Kumár         | Harmatsúly   | Ali Hallab (FRA) · 12-5                  | Szergej Vodopjanov (RUS) · +9-9    | Veaceslav Gojan (MDA) · 3-10   | kiesett                   | kiesett           | 5.       |
| Anthres Lalit Lakra | Pehelysúly   | Baxodirjon Sultonov (UZB) · 5-9          | kiesett                            | kiesett                        | kiesett                   | kiesett           | 17.      |
| Vidzsender Szingh   | Középsúly    | Badou Jack (GAM) · 13-2                  | Angkhan Chomphuphuang (THA) · 13-3 | Carlos Góngora (ECU) · 9-4     | Emilio Correa (CUB) · 5-8 | kiesett           |          |
| Dines Kumár         | Félnehézsúly | Abd el-Hafíd Bensabla (ALG) · 3-23 RSCOS | kiesett                            | kiesett                        | kiesett                   | kiesett           | 17.      |

RET - az ellenfél feladta a mérkőzést

RSCOS - kipontozás: 20 pont volt a különbség a két ökölvívó között, ezért a játékvezető beszüntette a mérkőzést

## Sportlövészet
Férfi
| Versenyző                     | Versenyszám           | Selejtező | Selejtező | Döntő   | Döntő    |
| Versenyző                     | Versenyszám           | Pont      | Helyezés  | Pont    | Helyezés |
| ----------------------------- | --------------------- | --------- | --------- | ------- | -------- |
| Szamarés Dzsang               | Légpisztoly           | 570       | 41.       | kiesett | kiesett  |
| Szamarés Dzsang               | Szabadpisztoly        | 540       | 41.       | kiesett | kiesett  |
| Apinava Bindará               | Légpuska              | 596       | 4.        | 700,5   |          |
| Gagan Narang                  | Légpuska              | 595       | 9.        | kiesett | kiesett  |
| Gagan Narang                  | Sportpuska, összetett | 1167      | 13.       | kiesett | kiesett  |
| Gagan Narang                  | Sportpuska, fekvő     | 589       | 35.       | kiesett | kiesett  |
| Szandzsív Rádzsput            | Sportpuska, fekvő     | 591       | 26.       | kiesett | kiesett  |
| Szandzsív Rádzsput            | Sportpuska, összetett | 1162      | 26.       | kiesett | kiesett  |
| Manser Szingh                 | Trap                  | 117       | 8.        | kiesett | kiesett  |
| Manavdzsit Szándhu            | Trap                  | 116       | 12.       | kiesett | kiesett  |
| Rádzsajavardhan Szingh Ráthod | Dupla trap            | 131       | 15.       | kiesett | kiesett  |

Női
| Versenyző                             | Versenyszám           | Selejtező | Selejtező | Döntő   | Döntő    |
| Versenyző                             | Versenyszám           | Pont      | Helyezés  | Pont    | Helyezés |
| ------------------------------------- | --------------------- | --------- | --------- | ------- | -------- |
| Avnít Kaúr Sziddhu                    | Légpuska              | 389       | 39.       | kiesett | kiesett  |
| Avnít Kaúr Sziddhu                    | Sportpuska, összetett | 552       | 42.       | kiesett | kiesett  |
| Andzsáli Ramakanta Vedpathak-Bhagavat | Sportpuska, összetett | 571       | 32.       | kiesett | kiesett  |
| Andzsáli Ramakanta Vedpathak-Bhagavat | Légpuska              | 393       | 28.*      | kiesett | kiesett  |

* - egy másik versenyzővel azonos pontszámmal végzett

## Tenisz
Férfi
| Versenyző                    | Versenyszám | 64-es főtábla     | 32-es főtábla                                                | Nyolcaddöntő                                        | Negyeddöntő                                                 | Elődöntő          | Bronz- mérkőzés   | Döntő             | Helyezés |
| Versenyző                    | Versenyszám | Ellenfél Eredmény | Ellenfél Eredmény                                            | Ellenfél Eredmény                                   | Ellenfél Eredmény                                           | Ellenfél Eredmény | Ellenfél Eredmény | Ellenfél Eredmény | Helyezés |
| ---------------------------- | ----------- | ----------------- | ------------------------------------------------------------ | --------------------------------------------------- | ----------------------------------------------------------- | ----------------- | ----------------- | ----------------- | -------- |
| Mahes Bhúpati Lijendar Pedzs | Páros       |                   | Franciaország (FRA) · Gaël Monfils · Gilles Simon · 6-3, 6-3 | Brazília (BRA) · Marcelo Melo · André Sá · 6-4, 6-2 | Svájc (SUI) · Roger Federer · Stanislas Wawrinka · 2-6, 4-6 | kiesett           | kiesett           | kiesett           | 5.       |

Női
| Versenyző                 | Versenyszám | 64-es főtábla                           | 32-es főtábla     | Nyolcaddöntő                                                          | Negyeddöntő       | Elődöntő          | Bronz- mérkőzés   | Döntő             | Helyezés |
| Versenyző                 | Versenyszám | Ellenfél Eredmény                       | Ellenfél Eredmény | Ellenfél Eredmény                                                     | Ellenfél Eredmény | Ellenfél Eredmény | Ellenfél Eredmény | Ellenfél Eredmény | Helyezés |
| ------------------------- | ----------- | --------------------------------------- | ----------------- | --------------------------------------------------------------------- | ----------------- | ----------------- | ----------------- | ----------------- | -------- |
| Szánija Mirza             | Egyes       | Iveta Benešová (CZE) · 1-6, 1-2 feladta | kiesett           | kiesett                                                               | kiesett           | kiesett           | kiesett           | kiesett           | 33.      |
| Szánija Mirza Szunita Ráv | Páros       |                                         |                   | Oroszország (RUS) · Szvetlana Kuznyecova · Gyinara Szafina · 4-6, 4-6 | kiesett           | kiesett           | kiesett           | kiesett           | 9.       |

## Tollaslabda
| Versenyző     | Versenyszám | Selejtező                              | 32-es főtábla                      | Nyolcaddöntő                          | Negyeddöntő                                | Elődöntő          | Bronz- mérkőzés   | Döntő             | Helyezés |
| Versenyző     | Versenyszám | Ellenfél Eredmény                      | Ellenfél Eredmény                  | Ellenfél Eredmény                     | Ellenfél Eredmény                          | Ellenfél Eredmény | Ellenfél Eredmény | Ellenfél Eredmény | Helyezés |
| ------------- | ----------- | -------------------------------------- | ---------------------------------- | ------------------------------------- | ------------------------------------------ | ----------------- | ----------------- | ----------------- | -------- |
| Anúp Sridhar  | Férfi egyes | Marco Vasconcelos (POR) · 21-16, 21-14 | Szató Sódzsi (JPN) · 13-21, 17-21  | kiesett                               | kiesett                                    | kiesett           | kiesett           | kiesett           | 17.      |
| Sájna Nehavál | Női egyes   | Ella Karacskova (RUS) · 21-9, 21-8     | Larisza Hriha (UKR) · 21-18, 21-10 | Wang Chen (HKG) · 21-19, 11-21, 21-11 | Maria Yulianti (INA) · 28-26, 14-21, 15-21 | kiesett           | kiesett           | kiesett           | 5.       |

## Úszás
Férfi
| Versenyző              | Versenyszám    | Előfutam | Előfutam | Előfutam | Elődöntő | Elődöntő | Elődöntő | Döntő   | Döntő    |
| Versenyző              | Versenyszám    | Idő      | Hely.    | Össz.    | Idő      | Hely.    | Össz.    | Idő     | Helyezés |
| ---------------------- | -------------- | -------- | -------- | -------- | -------- | -------- | -------- | ------- | -------- |
| Virdhavál Vikram Kháde | 50 m gyors     | 22,73    | 7.       | 40.      | kiesett  | kiesett  | kiesett  | kiesett | kiesett  |
| Virdhavál Vikram Kháde | 100 m gyors    | 50,07    | 1.       | 42.      | kiesett  | kiesett  | kiesett  | kiesett | kiesett  |
| Virdhavál Vikram Kháde | 200 m gyors    | 1:51,86  | 7.       | 48.      | kiesett  | kiesett  | kiesett  | kiesett | kiesett  |
| Rehan Poncha           | 200 m pillangó | 2:01,89  | 2.       | 40.      | kiesett  | kiesett  | kiesett  | kiesett | kiesett  |
| Ankur Poseria          | 100 m pillangó | 54,74    | 7.       | 57.      | kiesett  | kiesett  | kiesett  | kiesett | kiesett  |
| Szandíp Szedzsavál     | 100 m mell     | 1:02,19  | 2.       | 38.      | kiesett  | kiesett  | kiesett  | kiesett | kiesett  |
| Szandíp Szedzsavál     | 200 m mell     | 2:15,24  | 2.       | 36.      | kiesett  | kiesett  | kiesett  | kiesett | kiesett  |

## Vitorlázás
Nyílt
| Versenyző               | Versenyszám | Futam | Futam | Futam | Futam | Futam | Futam | Futam | Futam | Futam | Pontszám | Helyezés |
| Versenyző               | Versenyszám | 1     | 2     | 3     | 4     | 5     | 6     | 7     | 8     | É     | Pontszám | Helyezés |
| ----------------------- | ----------- | ----- | ----- | ----- | ----- | ----- | ----- | ----- | ----- | ----- | -------- | -------- |
| Nakhatar Szingh Dzsohál | Finn dingi  | 4     | 24    | 23    | 24    | 11    | 24    | 18    | 24    | -     | 128      | 23.      |

É - éremfutam